# Octomeria callosa
Octomeria callosa är en orkidéart som beskrevs av Carlyle August Luer. Octomeria callosa ingår i släktet Octomeria och familjen orkidéer. Inga underarter finns listade i Catalogue of Life.